# ジェフリー・スプリングス
ジェフリー・スコット・スプリングス（Jeffrey Scott Springs, 1992年9月20日 - ）は、アメリカ合衆国ノースカロライナ州ガストン郡ベルモント出身のプロ野球選手（投手）。左投左打。MLBのアスレチックス所属。

## 経歴

### プロ入りとレンジャーズ時代
2015年のMLBドラフト30巡目（全体888位）でテキサス・レンジャーズから指名され、プロ入り。またこの時、チームメイトだったジェイリン・デービスも24巡目（全体710位）でミネソタ・ツインズから指名されている。契約後、傘下のA-級スポケーン・インディアンスでプロデビュー。A級ヒッコリー・クロウダッズでもプレーし、2球団合計で17試合に登板して2勝2敗、防御率2.61、39奪三振を記録した。
2016年はA級ヒッコリーとA+級ハイデザート・マーベリックスでプレーし、2球団合計で31試合（先発9試合）に登板して3勝3敗3セーブ、防御率3.73、92奪三振を記録した。
2017年はA+級ダウンイースト・ウッドダックスでプレーし、31試合（先発17試合）に登板して2勝8敗2セーブ、防御率3.69、146奪三振を記録した。
2018年、マイナーではAA級フリスコ・ラフライダーズとAAA級ラウンドロック・エクスプレスでプレーし、2球団合計で33試合に登板して4勝4敗2セーブ、防御率4.13、98奪三振を記録した。 7月31日にメジャー契約を結んでアクティブ・ロースター入りし、同日のアリゾナ・ダイヤモンドバックス戦でメジャーデビュー。以降シーズン終了までマイナーに降格することなくメジャーに帯同した。この年メジャーでは18試合（先発2試合）に登板して1勝1敗、防御率3.38、31奪三振を記録した。
2019年は25試合に登板して4勝1敗、防御率6.40、32奪三振を記録した。オフの12月2日にジミー・ハーゲットの加入によりDFAとなったが、13日に改めてメジャー契約で再契約した。

### レッドソックス時代
2020年1月15日にサム・トラビスとのトレードで、ボストン・レッドソックスへ移籍した。この年は16試合に登板して0勝2敗、防御率7.08、28奪三振を記録した。
2021年2月16日に澤村拓一の加入によりDFAとなった。

### レイズ時代
2021年2月17日にロナルド・ヘルナンデスとのトレードで、クリス・マッツァと共にタンパベイ・レイズへ移籍した。シーズンでは43試合に登板して5勝1敗2セーブ、防御率3.43、63奪三振を記録した。
2022年は当初リリーフで投げていたが、5月から先発ローテーション入りした。最終的に33試合（先発25試合）に登板して9勝5敗、防御率2.46、144奪三振を記録した。
2023年1月25日、新たに4年総額3100万ドルの複数年契約を結んだ。シーズンでは開幕から3試合に先発登板して2勝、防御率0.56と好投していた。だが、4月15日に左肘を痛めて故障者リスト入りすると、18日にトミー・ジョン手術を受ける必要があると診断され、同月中に手術を受けた。

### アスレチックス時代
2024年12月14日にジョー・ボイル、ジェイコブ・ワッターズ、ウィル・シンプソン、2025年のMLBドラフト戦力均衡ラウンドAの指名権とのトレードで、ジェイコブ・ロペスと共にアスレチックスへ移籍した。

## 詳細情報

### 年度別投手成績
| 年 度    | 球 団    | 登 板 | 先 発 | 完 投 | 完 封 | 無 四 球 | 勝 利 | 敗 戦 | セ 丨 ブ | ホ 丨 ル ド | 勝 率 | 打 者 | 投 球 回 | 被 安 打 | 被 本 塁 打 | 与 四 球 | 敬 遠 | 与 死 球 | 奪 三 振 | 暴 投 | ボ 丨 ク | 失 点 | 自 責 点 | 防 御 率 | W H I P |
| -------- | -------- | ----- | ----- | ----- | ----- | -------- | ----- | ----- | -------- | ----------- | ----- | ----- | -------- | -------- | ----------- | -------- | ----- | -------- | -------- | ----- | -------- | ----- | -------- | -------- | ------- |
| 2018     | TEX      | 18    | 2     | 0     | 0     | 0        | 1     | 1     | 0        | 2           | .500  | 141   | 32.0     | 32       | 4           | 14       | 1     | 1        | 31       | 3     | 0        | 14    | 12       | 3.38     | 1.44    |
| 2019     | TEX      | 25    | 0     | 0     | 0     | 0        | 4     | 1     | 0        | 1           | .800  | 155   | 32.1     | 38       | 4           | 23       | 0     | 0        | 32       | 0     | 0        | 23    | 23       | 6.40     | 1.89    |
| 2020     | BOS      | 16    | 0     | 0     | 0     | 0        | 0     | 2     | 0        | 1           | .000  | 99    | 20.1     | 30       | 5           | 7        | 1     | 1        | 28       | 2     | 0        | 18    | 16       | 7.08     | 1.82    |
| 2021     | TB       | 43    | 0     | 0     | 0     | 0        | 5     | 1     | 2        | 10          | .833  | 179   | 44.2     | 35       | 9           | 14       | 1     | 0        | 63       | 3     | 0        | 21    | 17       | 3.43     | 1.10    |
| 2022     | TB       | 33    | 25    | 0     | 0     | 0        | 9     | 5     | 0        | 1           | .643  | 549   | 135.1    | 114      | 14          | 31       | 0     | 1        | 144      | 1     | 1        | 42    | 37       | 2.46     | 1.09    |
| 2023     | TB       | 3     | 3     | 0     | 0     | 0        | 2     | 0     | 0        | 0           | 1.000 | 55    | 16.0     | 4        | 1           | 4        | 0     | 0        | 24       | 0     | 0        | 1     | 1        | 0.56     | 0.50    |
| 2024     | TB       | 7     | 7     | 0     | 0     | 0        | 2     | 2     | 0        | 0           | .500  | 142   | 33.0     | 34       | 5           | 11       | 0     | 1        | 37       | 0     | 0        | 12    | 12       | 3.27     | 1.36    |
| MLB：7年 | MLB：7年 | 145   | 37    | 0     | 0     | 0        | 23    | 12    | 2        | 14          | .657  | 1320  | 313.2    | 287      | 42          | 104      | 3     | 4        | 359      | 9     | 1        | 131   | 118      | 3.39     | 1.25    |

- 2024年度シーズン終了時

### 年度別守備成績
| 年 度 | 球 団 | 投手（P） | 投手（P） | 投手（P） | 投手（P） | 投手（P） | 投手（P） |
| 年 度 | 球 団 | 試 合     | 刺 殺     | 補 殺     | 失 策     | 併 殺     | 守 備 率  |
| ----- | ----- | --------- | --------- | --------- | --------- | --------- | --------- |
| 2018  | TEX   | 18        | 2         | 4         | 0         | 0         | 1.000     |
| 2019  | TEX   | 25        | 0         | 1         | 0         | 0         | 1.000     |
| 2020  | BOS   | 16        | 0         | 2         | 0         | 0         | 1.000     |
| 2021  | TB    | 43        | 1         | 2         | 0         | 1         | 1.000     |
| 2022  | TB    | 33        | 4         | 10        | 0         | 1         | 1.000     |
| 2023  | TB    | 3         | 0         | 1         | 0         | 0         | 1.000     |
| 2024  | TB    | 7         | 2         | 0         | 0         | 0         | 1.000     |
| MLB   | MLB   | 145       | 9         | 20        | 0         | 2         | 1.000     |

- 2024年度シーズン終了時

### 背番号
- 54（2018年 - 2019年）
- 59（2020年 - ）